# Tisaren
59°0′N 15°7′Ø / 59.000°N 15.117°Ø
Tisaren er en sø i Hallsbergs og Askersunds kommuner, i landskabet Närke i Örebro län i  det centrale Sverige. Søen, der ligger 99 meter over havet, er omkring 10 kilometer lang og  3,5 kilometer bred, og har et areal på 13,3 kvadratkilometer. Søens største dybde er ca. 20 meter ved den sydlige bred, men middeldybden ligger på ca 6,9 meter.
Der er godt fiskeri af bl.a. gedde, aborre og sandart; Der kræves fiskekort for at fiske i søen. I Tisaren er der flere badepladser, bl.a. ved Tisarstrands camping ved søens nordøstlige del og ved Talludens sommergård i sydvest. Ved søens østende ligger byen  Åsbro, men Hallsberg og Askersund ligger også i nærheden.